# Distrito de San Pedro de Chaulán
El distrito de San Pedro de Chaulán es uno de los once distritos de la Provincia de Huánuco, ubicado en el Departamento de Huánuco, en el centro del Perú.
Desde el punto de vista jerárquico de la Iglesia católica forma parte del Diócesis de Huánuco.

## Historia
El distrito fue creado el 16 de mayo de 1936, mediante Ley, en el gobierno del Presidente Óscar R. Benavides

## Geografía
Abarca una superficie de 275,06 km² y tiene una población estimada mayor a 5 500 habitantes. 
Su capital es el poblado de Chaulán.

## Autoridades

### Municipales
- 2023 - 2026
  - Alcalde: Darwin Cerafín Falcón García, Del Partido Avanza País - Partido de Integración Social

- 2019 - 2022
  - Alcalde: Edith Hermelinda Bonilla Sudario, Del Partido Político Frente Amplio Por Justicia Vida y Libertad (FAJVyL).
  - Regidores: Nolberto Herrera Martel (FAJVyL), Francisco Naupa Ponce (FAJVyL), Fortunata Alejandrina Bejarano Tello (FAJVyL), Joaquín Ñaupa Santiago (FAJVyL), Alejandro Reyes Torres (SP).
- 2015 - 2018
  - Alcalde: Raúl Fernando Sosa Ramírez, Avanzanda Regional Independiente Unidos Por Huanuco (ARyUPH).
  - Regidores: Máximo Lino Bonilla (ARyUPH), Nehemias Rubén Ildefonso Santa Cruz (ARyUPH), Gloria Divina Cárdenas Martínez (ARyUPH), Eugenio Segovia Victorio (SP) Juan Clemente Benacio Lino(AP).

- 2011 - 2014[2]
  - Alcalde: Raúl Fernando Sosa Ramírez, del Movimiento Político Hechos y No Palabras (HyNP).
  - Regidores: Francisco Dueñas Victorio (HyNP), Gladys Maribel Reyes Pulido (HyNP), Carlos Donato Salazar Cárdenas (HyNP), Neofeto Torres Espinoza (Frente Amplio Regional) y Sonia Rodríguez Domínguez (Frente Amplio Regional).
- 2007 - 2010
  - Alcalde: Celio Ríos Cruz. Frente Amplio Regional (FAR)
  - Regidores: Hugo Bonilla Ramírez (FAR), Eudicio Lazarte Santiago (FAR), Edwin Estela Hidalgo (FAR),  Niel Everardo Majino Flores (SP) Samuel Porfirio Benacio Cárdenas (MIRLPH).

### Policiales
- Comisario: teniente PNP James Alejandro SOTO ROMERO.

```
.
```

### Religiosas
- * Obispo de Huánuco: Mons. Jaime Rodríguez Salazar, MCCJ.
- Párroco:

## Festividades
- Enero: Fiesta corrida de toros 20 Enero Fiesta Patronal San Sebastián
- Junio: San Pedro
- Agosto: Aniversario de la fundación de la ciudad de Huánuco
- Octubre: Señor de Burgos